# ブロケ
ブロケ(Bloke)は、スロベニアの市である。